# Bem Amado
O Grêmio Recreativo Escola de Samba Bem-Amado é uma escola de samba de Niterói.
Em 2008, foi a quinta colocada do grupo principal da cidade, empatada com a Balanço do Fonseca e no ano de 2010, o primeiro em que houve rebaixamento desde a volta dos desfiles oficiais, a escola obteve a décima colocação, sendo uma das seis escolas rebaixadas para o recém-criado grupo de acesso. 
Em 2011, obteve a sexta colocação e classificou-se em quinto no ano seguinte.

## Segmentos

### Presidentes
| Nome                   | Mandato | Ref.  |
| ---------------------- | ------- | ----- |
| Rose Carla             | ? - ?   | [ 2 ] |
| Luiz Alberto Gonçalves |         |       |

## Carnavais
| Ano  | Colocação | Grupo      | Enredo | Carnavalesco      | Intérprete | Ref   |
| 2010 | 10º lugar | ÚNICO      | Colombina,Pierrô e Arlequim Compositores: Paulo Black, Vinícius Barnabé e Márcio Tuca. Intérprete: Pepê Niterói | Rodrigo Rodrigues |            | [ 2 ] |
| 2011 | 6º lugar  | Acesso     | Na dança, no canto e na folia, Bem Amado contagia                                                               | Paulo Chaffin     |            | [ 3 ] |
| 2012 | 5º lugar  | Acesso     | O Egito "Bem Amado" Pelo Seu Povo                                                                               | Paulo Chaffin     |            | [ 4 ] |
| 2013 | 6° lugar  | Acesso     | |                   |            |       |
| 2014 | 9° lugar  | Acesso     | |                   |            |       |
| 2015 |           | Acesso     | |                   |            |       |
| 2016 | 6º lugar  | Esp.Enredo | |                   |            |       |
| 2017 | CAMPEÃ    | Grupo B    | | Rodrigo Gol       |            |       |